# Castro de Argivai
O Castro de Argivai é um castro localizado em uma pequena elevação (35 metros) na freguesia de Argivai no município portugues de Póvoa de Varzim (Portugal).
O Castro localiza-se junto ao nó de Vila do Conde da auto-estrada A28/IC1. A construção do IC1 foi provavelmente responsável pela destruição das ruínas do castro, aquando apenas algumas secções do castro não foram tocadas.